# Båndpil
Bånd-Pil (Salix viminalis) er en op til 10 meter høj, opret busk eller træ, der i Danmark vokser i hegn, klitter, heder og ved søer og vandløb. Den har silkehårede knopper og bladene er smalt lancetformede, kun omkring 1 cm brede. Alle dele af planten indeholder stoffet salicin, der omdannes til hovedpinemidlet salicylsyre i vores krop.

## Beskrivelse
Bånd-Pil er en stor, løvfældende busk eller et middelstort træ med en stift opret, senere noget overhængende vækstform. Barken er først gul og tæt gråhåret på den yderste ende. Senere bliver den grå og glat med spredte korkporer. Knopperne er spredte, tilliggende og smalle. Farven er gulgrøn, hos de yderste dog grå på grund af hårklædningen.
Bladene er lange (op til 25 cm) og meget smalle, og de har savtakket, indrullet rand. Oversiden er mørkegrøn, og undersiden er sølvgrå. Planterne er enten rent hanlige eller rent hunlige. Planten blomstrer før løvspring i april-maj. Frøene modner godt, men mister spireevnen efter få timer.
Rodnettet er fladt udbredt og meget tæt forgrenet, så det danner rodfilt. Grenene slår meget let rod, hvis de rører jorden. Bånd-Pil er meget nøjsom og kan trives på alle jordtyper undtaget på meget fugtig bund.
Højde x bredde og årlig tilvækst: 15 x 4 m (100 x 50 cm/år).

## Voksested
I Danmark er Bånd-Pil almindelig i hele landet i hegn, klitter, heder og ved søer og vandløb.
Bånd-Pil danner kratskove sammen med Rød-El, Ask, andre arter af Pil og Solbær, Hæg og Benved på fugtig og mineralrig bund i Europa (herunder Danmark) og Sibirien.

## Anvendelse
Planten tåler kraftig beskæring godt og er velegnet som hjælpetræart i læplantninger på vindudsatte steder. Den er ret lyskrævende.
| Portal | Portal:Botanik |